# Berberis macrosepala
Berberis macrosepala là một loài thực vật có hoa trong họ Hoàng mộc. Loài này được Hook.f. & Thomson mô tả khoa học đầu tiên năm 1855.